# Pierre le Foulon
Pierre le Foulon est le premier patriarche miaphysite d'Antioche (ob. 488).

## Biographie
Les sources sur sa vie se trouvent chez Zacharie le Rhéteur, Théodore le Lecteur, et Théophane le Confesseur. Il était jusque vers 468 prêtre de l'église Saint-Bassa à Chalcédoine. En 471, ayant accompagné en Syrie le futur empereur Zénon, dans l'entourage duquel il était bien reçu, et qui avait été nommé Magister militum per Orientem, il obtint l'expulsion de son siège du patriarche d'Antioche Martyrius et se fit élire à sa place par le parti monophysite. Aussitôt patriarche, il dénonça le concile de Chalcédoine et convoqua un synode pour avaliser ses nouveautés. Mais Martyrius alla se plaindre à Constantinople, et l'empereur Léon Ier ordonna sa restauration. En fait, la situation était telle à Antioche qu'elle ne put se faire, mais Pierre dut se retirer et un troisième homme, Julien, fut élu.
Pierre revint à Constantinople où il fut logé au monastère des Acémètes contre la promesse de ne plus créer de troubles. Mais il profita de l'usurpation de Basiliscus, favorable au monophysisme, pour retourner à Antioche, en faire expulser Julien et redevenir patriarche (476). La chute de Basiliscus (juin 477) fut suivie de près de celle de Pierre. Mais en 485, après la promulgation de l'Hénotique (482), ce fut l'empereur Zénon lui-même qui installa Pierre le Foulon comme patriarche d'Antioche contre son acceptation de souscrire à l'édit. En fait, comme son collègue Pierre Monge à Alexandrie, il interprétait l'Hénotique comme l'annulation du concile de Chalcédoine. Mais des monophysites appelés les « Acéphales » rompirent avec les deux patriarches en les accusant d'avoir trahi la cause.
On le crédite d'innovations liturgiques, dont la plus controversée, au moment de son premier pontificat, est l'addition dans l'antienne trinitaire du Trisagion des mots « qui fut crucifié pour nous » (appliqués à Dieu lui-même et donc de signification théopaschite) ; ce fut le début d'une très longue querelle du Trisagion. En 476, il introduisit la récitation du Credo dans le cadre de la liturgie eucharistique. On lui attribue en outre l'introduction de la consécration des eaux durant la nuit de l'Épiphanie, ainsi que le rite de la consécration du μύρον.

## Écrits
- CPG 6522-6525